# Concilio di Costantinopoli del 1285
Il Concilio di Costantinopoli o Concilio delle Blacherne fu un concilio ortodosso orientale, convocato nel 1285 nel Palazzo delle Blacherne a Costantinopoli. Sotto la presidenza del patriarca di Costantinopoli Gregorio II, del patriarca greco-ortodosso di Alessandria Atanasio III e dell'imperatore Andronico II Paleologo, il concilio ripudiò l'Unione delle Chiese sancita dal Concilio di Lione del 1274 e condannò il patriarca filo-unionista Giovanni XI Bekkos.
Gli atti furono sottoscritti, oltre che dai 2 patriarchi, anche da 41 metropoliti e vescovi e una trentina di altri prelati.